# Épreville-en-Lieuvin
Épreville-en-Lieuvin là một xã thuộc tỉnh Eure trong vùng Normandie miền bắc nước Pháp.